# 자연과학
자연과학(自然科學, 영어: natural science)은 자연현상에 대한 이해를 조직화한 지식의 체계이며, 과학의 한 분야이다. (반의어 : 인문사회)

## 개요
자연과학은 물질계에서 일어나는 현상을 과학적 방법이라는 특정한 방식으로 분석하여 얻은 지식 체계이다. 따라서 과학은 결론도 중요하지만, 결론을 이끌어내는 과정이 더욱 중요하다. 과학에 의해 얻어진 지식체계는 경험적인 방법에 의해 추론된 것으로 절대적인 진리가 아니다. 예를 들어 아이작 뉴턴의 고전 역학은 조건에 따라 자연 현상을 설명하지 못할 수 있다. 그러나, 고전 역학의 실험 방법은 여전히 자연 과학의 한 분야이며 특정 조건 아래에서라면 뉴턴의 운동법칙은 여전히 유효하다. 충실하게 과학적 방법을 따른 실험을 통해 얻은 지식체계도 다른 증거에 의해 수정될 수 있기 때문에 과학은 언제나 반례가 나타날 수 있다는 것을 열어두어야 한다. 자연 과학에 대한 올바른 이해는 과학의 이러한 한계를 이해하는 것이 중요하다.
인류는 선사 시대부터 이미 여러 가지 자연 법칙에 기반한 생활을 해 왔다. 도구를 만들고 기계를 사용하며 불을 이용한 것 등이 그것이다. 고대 시대에는 거대한 건축물이 들어서고 각종 기술이 발달하였다. 그러나 과학적 방법을 이용한 근대 과학은 르네상스 이후의 유럽에서 시작되었다. 근대 정신의 요체는 무엇보다도 "거대한 기계"로서 자연을 바라보고 "자연은 수학적 언어로 기록되어 있다"고 파악한 갈릴레오 갈릴레이의 기록이 잘 나타나 있다. 이후 자연과학에서 수리적 모형을 이용해 자연현상을 설명하는 것이 보편적이고 표준적인 모습으로 자리잡았다
이러한 세계관에서 출발한 근대 자연과학은 데카르트의 과학적 방법론과 아이작 뉴턴의 운동법칙 발견에 의한 고전 역학의 성립으로 현재와 같은 학문 체계를 이루는 기반을 수립하였다. 즉 경험적인 실험을 통하여 자연 법칙을 발견하는 것이 과학의 특징으로 자리잡은 것이다.

## 과학적 방법

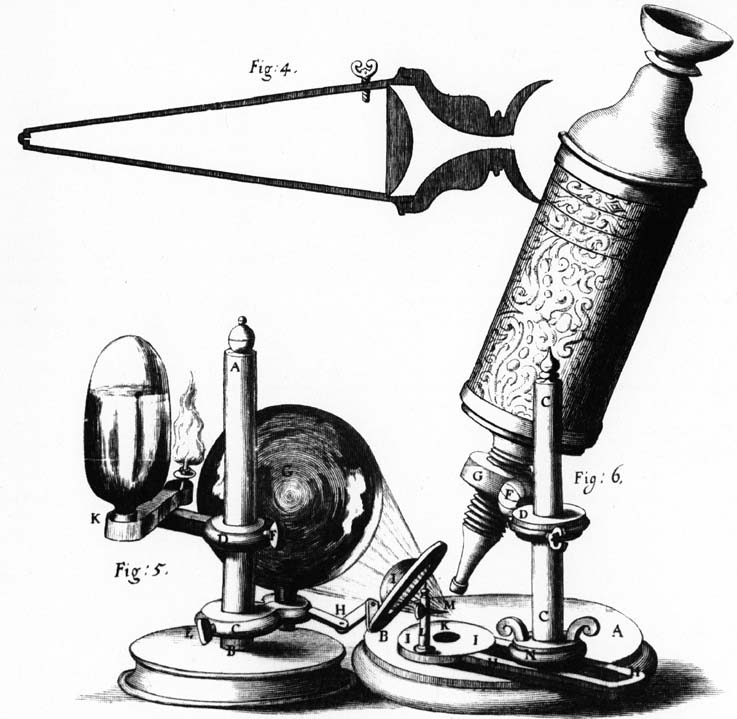
현미경의 발명은 미생물 관찰에 큰 공헌을 하였다.

과학적 방법이란 실험적인 검증에 기초를 두는 연구 방법이다. 즉, 믿음에 기초하여 이론적인 추측을 하거나 설명하는 것이 아니라 논증과 증거를 통해 검증하는 방법이다. 자연과학에서는 연구 분야에 따라 다양한 방법이 사용되나 다음과 같은 방법이 일반적이다.
- 관찰 - 관찰은 자연 현상을 조사하고 기록하는 것이다. 과학적 방법은 관찰된 현상이 어떠한 이유로 인해 생겨난 것인지를 알아내는데 목적이 있다. 온도 변화의 측정, 물질 성분의 분석 등이 모두 관찰에 해당한다.
- 가설 - 가설은 관찰한 현상의 원인에 대해 나름대로 추측을 하는 것이다. 논증과 증거로서 검증되기 이전의 가설은 직관적이며 선험적인 것이기 때문에 과학적 지식으로 취급되지 않는다. 한편, 과학적 방법은 경험을 근거로 판단하므로 언제든지 반례가 등장할 수 있다. 널리 인정받는 과학적 지식도 반례가 나타나면 부정되거나 수정될 수 있기 때문에, 엄밀한 의미에서는 모든 자연 과학의 법칙은 가설이라고도 할 수 있다.
- 예상 - 예상은 가설에 따라 자연 현상을 예측해 보는 것이다.
- 실험 - 실험은 적절한 통제를 통하여 관찰하고자 하는 현상을 단순화 하고 예상한 바와 같이 진행되는 지를 측정하고 기록하는 것이다. 연구의 종류에 따라 다양한 실험 방법이 있다.
- 검증 - 과학적 방법에서 검증은 실험의 결과를 놓고 가설에 따른 예상이 옳은지 아닌지를 논증하는 과정이다. 일반적으로 실험의 결과를 놓고 실험군과 대조군의 비교를 통하여 가설의 옳고 그름을 가리게 된다.
- 일반화 - 실험과 검증의 과정을 거쳐 논증된 가설이 많은 반복 실험에 의해 검토되어 일반적으로 사실이라고 인정된 과학적 지식은 자연 과학 법칙으로 불리게 된다. 예를 들어 고전 역학의 작용-반작용의 법칙과 같은 것이 있다.

## 역사
오늘날까지 남아 있는 많은 유적들을 통해 인류가 선사시대부터 과학적 지식을 이용하여 왔다는 것을 알 수 있다. 스톤 헨지와 고인돌 같은 석조물의 건축을 위해서는 지레, 빗면, 쐐기, 도르래와 같은 단순 기계들의 사용이 필수적이다.

### 고대의 과학
- 천문학과 역법

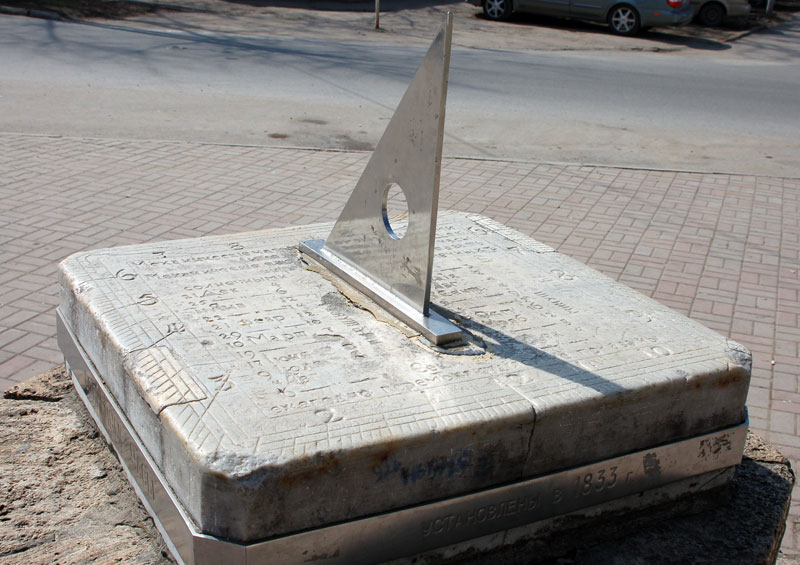
그노몬

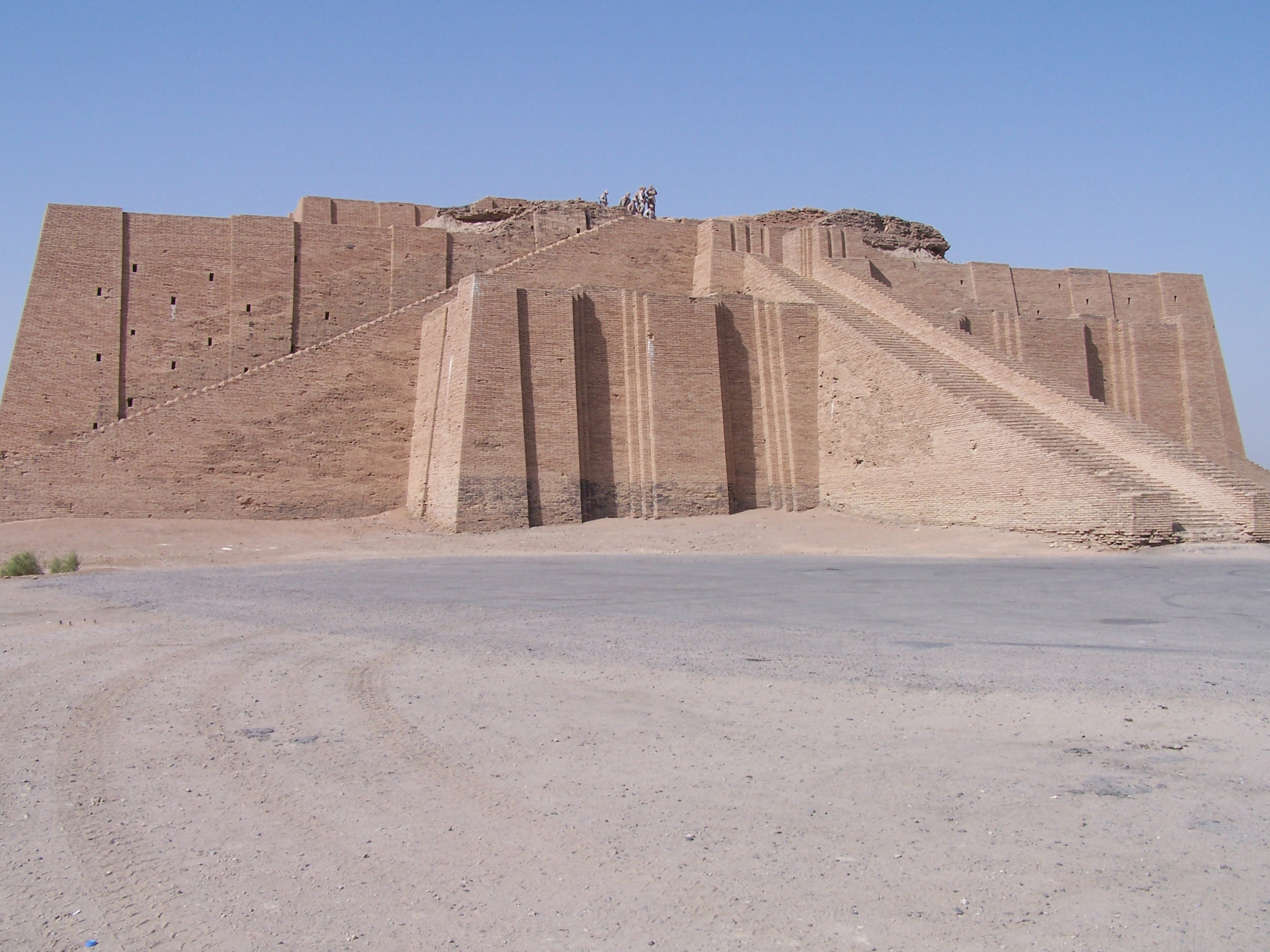
우르의 지구라트

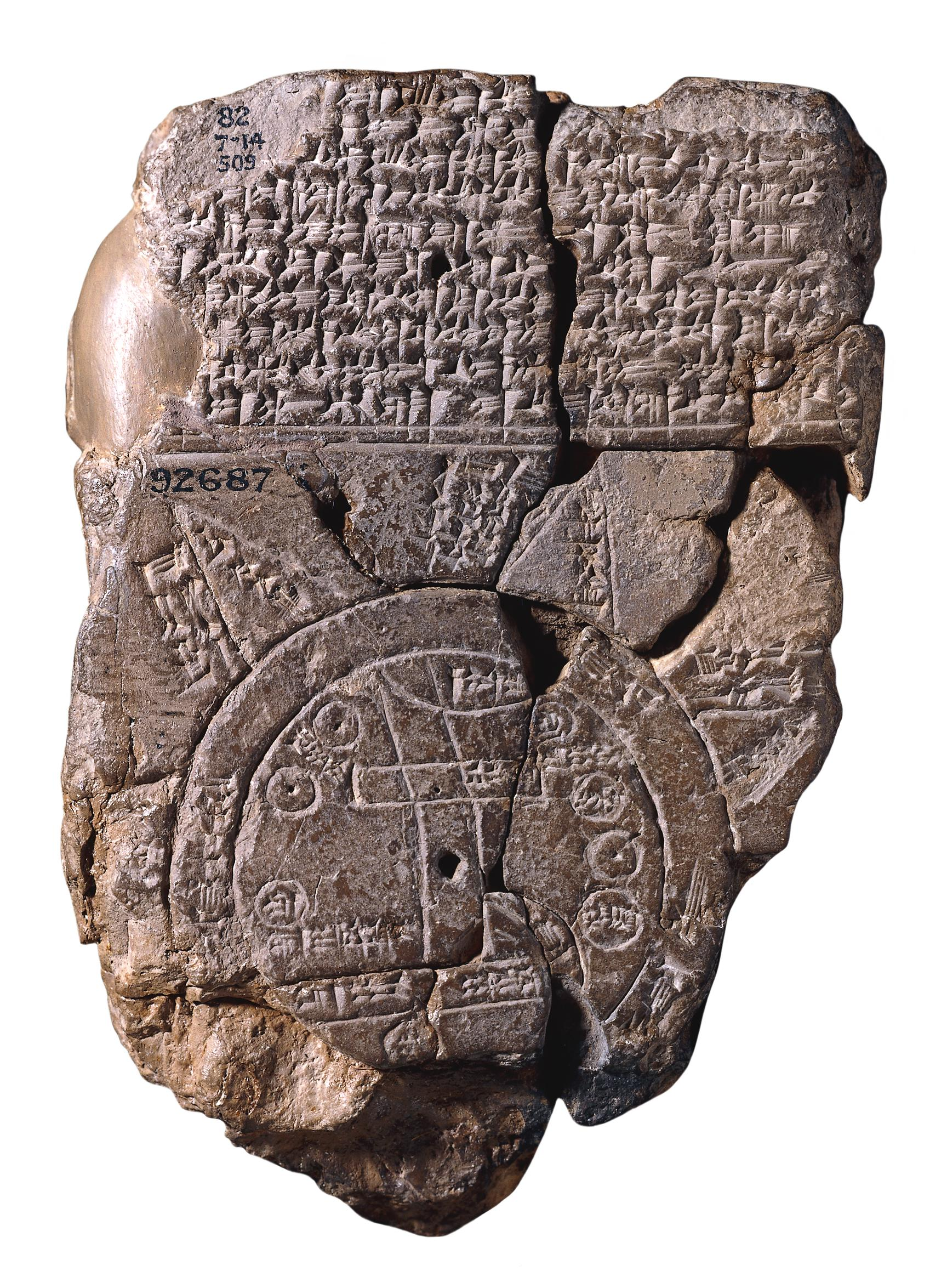
바빌로니아의 지도

메소포타미아 문명을 비롯한 초기 고대 사회 문명에서 이미 천체를 관찰하고 이를 바탕으로 달력을 제작하였다. 메소포타미아 신화에서는 지혜의 여신 이난나가 사람들에게 시간을 재는 방법을 가르쳤다고 이야기한다. 바빌로니아에서는 시간을 재기 위해 해시계의 일종인 그노몬을 사용하였다.
고대 이집트에서는 큰개자리의 시리우스를 관찰하여 1년을 계산하였다. 시리우스가 해뜨기 전 동쪽 하늘에 나타나는 5월이 되면 나일강의 범람이 시작되었다. 나일 강의 범람은 고대 이집트 농업에 매우 중요했기 때문에 계절의 계산 역시 중요한 일이었다. 고대 이집트인들은 1월을 30일로 하고 12개월을 1년으로 하였다. 마지막달에는 우수리로 5일을 더해 1년은 365일로 계산되었다. 이집트 달력에는 윤년이 없었기 때문에 시간이 흐르면서 달력과 실제 계절이 차이를 보이게 된다.
- 역학과 건축

메소포타미아의 지구라트나 고대 이집트의 피라미드와 같은 고대 석조 건축에는 다양한 단순 기계가 사용과 함께 역학 지식이 사용되었다. 이러한 고대의 거대 건축물들은 동력이 사용되지 않은 채 단순 기계의 원리를 바탕으로한 다양한 방법이 동원되어 세워진 것들이다. 고대 로마의 대표적인 건축 공법은 아치이며 이 역시 무게를 분산하여 지탱하는 역학 지식이 사용되었다.
- 고대의 생물학

아리스토텔레스는 생물의 해부학적 구조를 직접 연구하는 등 생물학 연구에 깊은 관심을 보였다. 그는 동물의 역사와 같은 다양한 생물 관련 저서를 남겼다.
- 화약과 로켓

최초의 화약과 로켓은 중국에서 사용되었다. 화약의 발명은 다양한 화학 지식의 축적을 바탕으로 한 것이다. 최초의 화약은 한나라 시기에 발명되었으나 폭발력이 크지 않아 주로 전쟁터에서 불을 붙이는데 사용되었다. 그러나 점차 화약의 원료인 초석의 비율이 커지게 되고 폭발력이 강하게 되자 총과 대포가 제작되게 되었다. 중국의 화약 기술은 13세기 무렵 유럽으로 전파되었다.
- 지도의 제작

고대의 다양한 문화에서 지도가 제작되었다. 바빌로니아에서 이미 점토판에 그린 지도가 제작되었다. 본격적인 지도의 제작은 고대 그리스 때 이루어졌으며 아낙시만드로스는 서구 최초의 지도 제작자로 평가받는다. 고대 로마는 자신의 영토안에 있는 속주를 잇는 도로를 표시한 지도를 제작하였다. 아그리파가 제작한 지도에는 유프라테스강에서 라인강까지의 모든 속주의 위치와 면적, 주민들이 기록되었으며 각 속주를 잇는 도로망이 표기되어 있었다.
중국에서는 기원전 2천년 무렵 청동 정(鼎)에 새겨진 지도가 발견되었다. 한나라 후기에는 축척을 이용한 지도가 제작되었으며 3세기의 지도 제작자 배수는 직교하는 기준선과 축척을 이용한 《우공지역도》를 제작하였다.
- 논증 체계의 수립

고대 그리스의 학문은 논증을 통해 진리를 증명하고자 하였다. 고대 그리스의 학자들은 논증을 통해 입증되지 않은 것은 참으로 받아들일 수 없다고 생각하였다. 이러한 과정에서 철학의 개념 뿐만 아니라 수학의 법칙, 정치적 주장 등에 대한 논증 체계가 수립되었다. 고대 그리스 학문의 이러한 특징은 논리학의 발달과 다양한 논증 방법의 개발로 이어져 후일 과학적 방법의 근간이 되었다.

### 중세·근세의 과학
- 중세 초기 서부 유럽의 상황

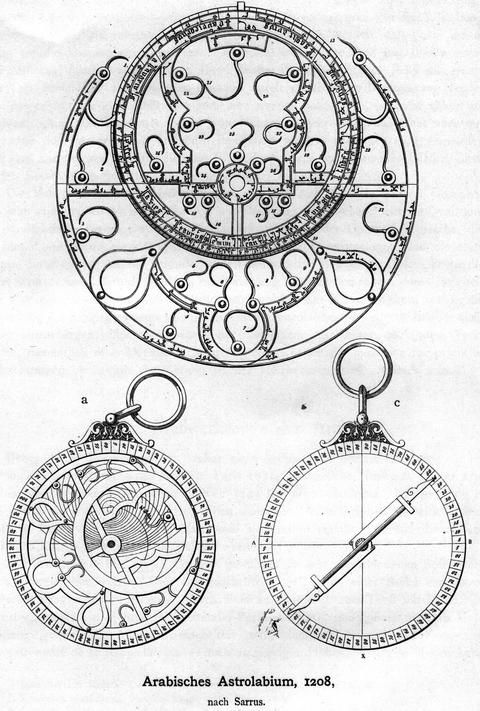
13세기 이슬람의 천체 관측기구

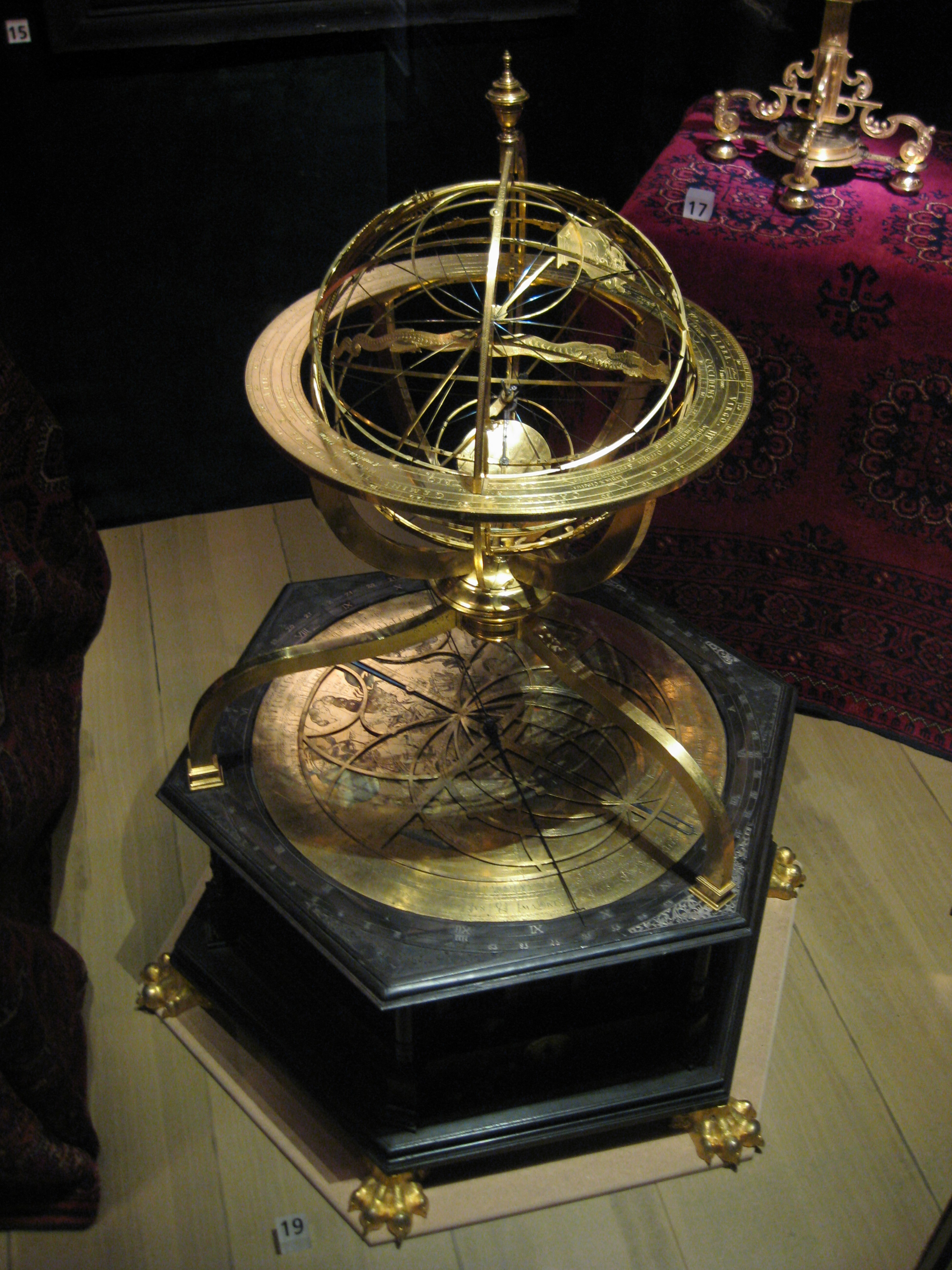
혼천의와 시계가 결합된 혼천 시계

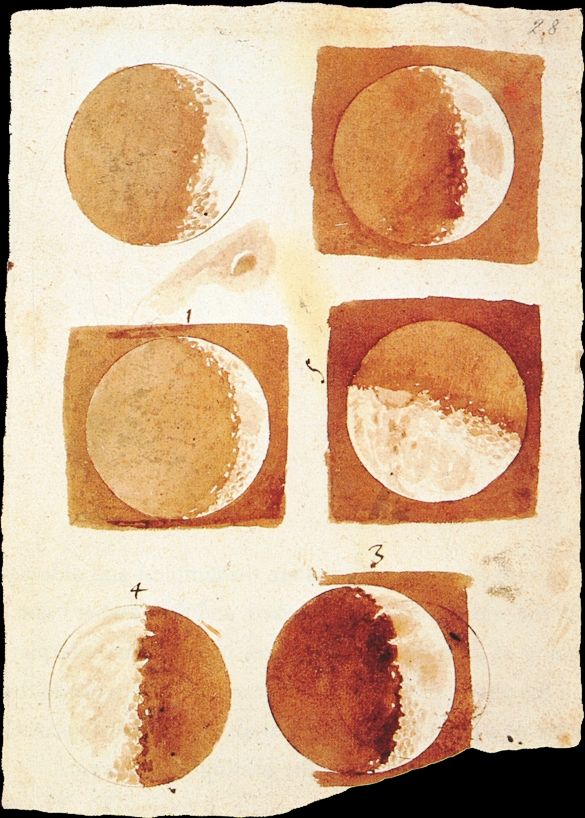
갈릴레오 갈릴레이가 관측한 달의 표면

고대 로마의 붕괴 이후 서부 유럽에서는 한동안 체계적인 교육 제도가 정착되지 못했다. 그러나, 이 와중에도 수도원을 중심으로 학문의 연구가 진행되었다. 그러나, 신학을 우선시 한 당시 상황에서 학문은 경험적인 지식보다는 종교에 기여하기 위한 수단으로서 작용하였다.
한편, 세속적인 욕망에서 시작된 점성술과 연금술은 그 동기와는 상관없이 다양한 실험을 통해 다양한 지식을 구축할 수 있었다.
- 중세 이슬람 세계의 업적

고대 로마의 몰락 후 중세 서부 유럽은 정치적, 사회적인 혼돈의 시기로 한동안 학문적 성취가 지체되었다. 고대의 학문은 동로마 제국과 중세 이슬람 세계에서 계승되었다. 특히 중세 이슬람 세계에서는 의학, 화학, 천문학 등 여러 학문에서 큰 진전이 있었다. 중세 이슬람의 통치자들은 실용적인 목적에서 고대 그리스의 문헌들을 아랍어로 번역하였다. 초기에는 주로 의학과 관련한 서적들이 번역되었으며 점차 천문학, 점성술, 연금술, 자연사 분야의 지식들을 수용하였다.
처음에는 고대 그리스와 고대 인도의 서적들을 번역하여 도입하는 것에 불과하였던 이슬람 과학은 점차 독창적인 발전을 이루게 되었다. 갈레노스의 의학서를 바탕으로 발달한 의학은 이븐 시나의 《의학 정전》에 이르러 당대 최고의 수준에 이르게 되었으며, 프톨레마이오스를 기반으로 발달한 천문학은 각종 관측기구의 고안과 함께 정교하게 발전하였다. 특히 사마르칸트에는 반지름 40미터, 3층건물 높이의 육분의를 쓰기도 했다.
알바타니는 프톨레마이오스 천문학을 구면삼각법과 같은 기하학적 방법으로 개량·보완해서 태양과 달의 운동을 체계적으로 연구하여, 1년과 사계절의 길이를 정확하게 측정했다. 이슬람은 이슬람 세계 전역에 관측소를 설립하였고 알마문은 바그다드에 828년경에 세계 최초의 관측소를 세운다. 관측소에는 상당한 규모의 도서관이 딸려 있고 정부의 지원 하에 과학 교육도 이루어졌다. 이러한 교육은 점성술의 예언력을 향상시키는 것이 목적이었다.
후기에는 고대 천문학을 능가하는 비 프톨레마이오스 모형을 만들어 행성 운동을 설명하였고 이를 고도로 정확한 관측으로 검증했다. 그러나 이 모형 역시 지구를 중심으로 한 모형이다. 이슬람의 수학은 이론적인 기하학보다 실용적인 산술, 대수학을 중시하였다. 인도로부터 쓰기 편한 아라비아 숫자를 도입하였고 사실상 고차방정식을 해결했으나 이슬람 수학은 순수 수학적 목적에 의한 발전이라기보다 세금, 유산 분배와 같은 실용적 문제에 뿌리를 두고 있다.
이슬람은 광학의 발전에서도 크게 기여하였다. 사막 기후로 인해 눈에 무리가 가기 쉬운 이집트에서 안과학 문헌이 많이 쓰여졌으며 이슬람의 의사들은 눈 치료법과 시각(눈)의 해부학, 생리학의 전문가였다. 이슬람의 물리학자 이븐 알 하이삼은 의사가 아님에도 눈병에 관한 글을 썼으며 그의 광학에는 시각, 굴절, 암실, 불을 붙이는 거울, 렌즈, 무지개 등 다양한 광학 현상에 대해 다루고 있다.
중세 이슬람의 과학은 후일 유럽으로 전파되어 유럽 과학의 발달에 크게 기여하였다. 알코올, 알고리듬과 같은 낱말은 아랍어에서 유래한 것이다.
- 항해술의 발전과 지리학의 확장

15세기 명나라의 정화는 쑤저우에서 몸바사에 이르는 인도양을 항해하여 무역로를 개척하였다. 정화의 항해는 고대 인도의 무역로를 이루어졌다. 한편, 유럽에서도 이른바 대항해 시대가 시작되었다. 이러한 항해는 모두 지리적인 인식을 크게 확장시켰으며 지리학의 발달을 가져왔다.
- 르네상스와 과학의 발달

유럽은 르네상스 시기에 이르러 다시 경험적인 지식을 중요하게 다루기 시작하였다. 갈릴레오 갈릴레이는 여러 가지 실험을 통해 중력, 마찰, 관성과 같은 과학적 현상을 관찰하였으며 망원경을 사용하여 천체를 관측하기도 하였다.
- 동아시아 중·근세의 과학

동아시아에서도 고대에서부터 중대한 조짐을 미리 살피기 위해 천체를 관찰하였다. 혼천의는 이슬람의 천문 관측기구를 참조하여 중국 원나라에서 제작되어 조선에 도입되었다. 한편, 조선의 승정원일기에 기록된 강우량 등의 기상 기록은 500여년 간 빠짐 없이 기상 현상을 기록하였다는 점에서 가치가 큰 자료로 평가받고 있다.

### 근대의 과학
- 과학 혁명

17세기 이후 유럽에서 경험주의와 자연주의의 확산은 증거로서 검증된 지식만을 인정하는 풍토를 조성하였고 이로써 과학적 방법론이 수립되었다. 이후 17세기와 18세기에 걸쳐 아이작 뉴턴의 고전 역학 정립, 앙투안 라부아지에의 산소발견, 요하네스 케플러의 지구 공전 궤도 계산과 같은 업적에 힘입어 물리학, 화학, 천문학과 같은 학문들이 수립되게 되며 가히 폭발적인 발전이 이루어졌다. 이러한 과학의 발전 양상을 과학 혁명이라 한다. 과학 혁명은 산업 혁명과 맞물리면서 근대의 특성을 낳았다.
- 18 - 19세기의 과학

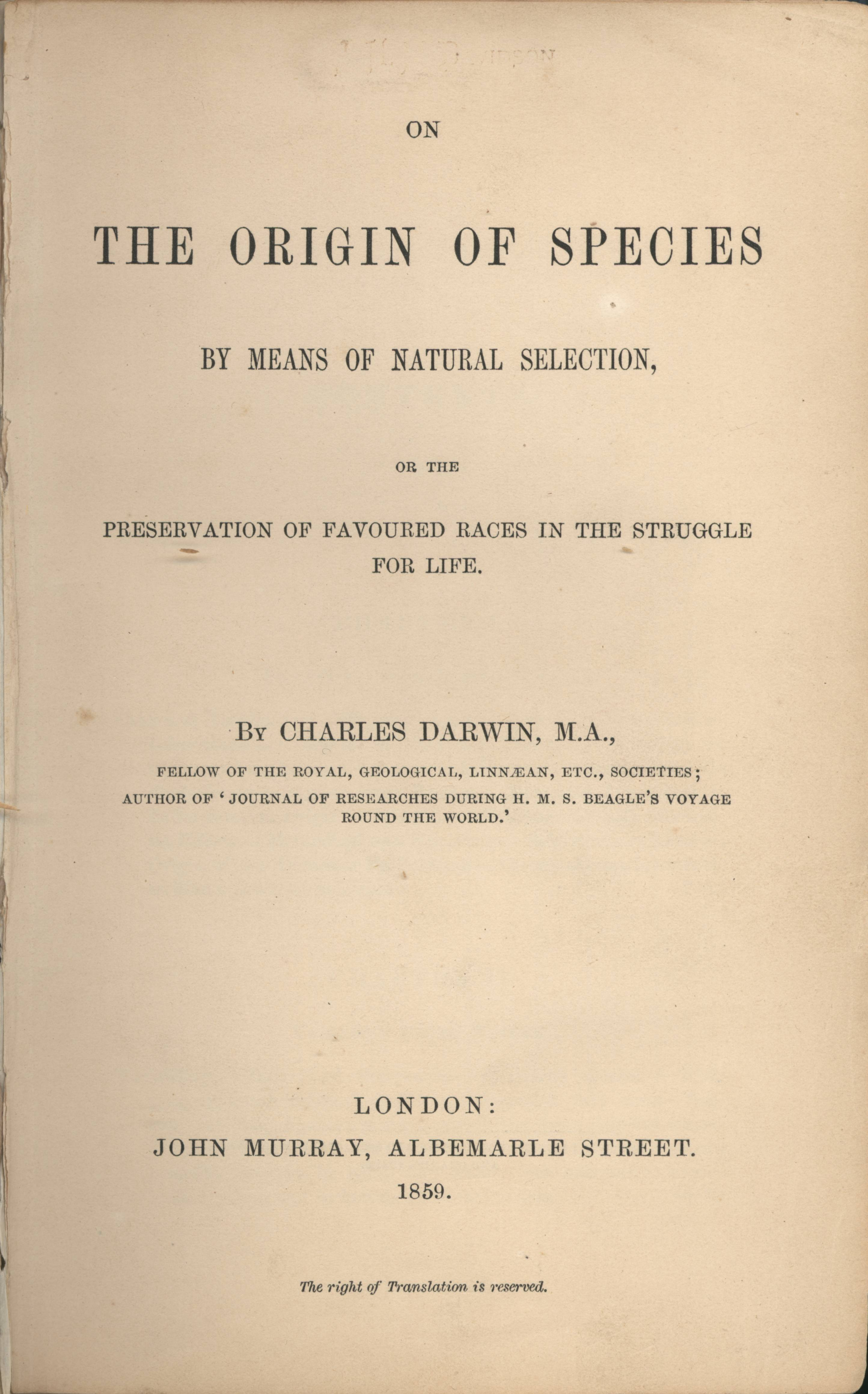
《종의 기원》초판본 표지

18세기에는 고생물학의 화석 연구 성과를 기준으로 지질 시대를 분류하는 지질학 연구가 이루어졌고, 여러 생물 종의 특징을 조사하고 분류한 분류학 등이 활발히 연구되었다. 칼 폰 린네가 생물의 학명 분류로 제시한 이명법은 오늘날에도 계속 사용되고 있다.
19세기에는 전자기파의 예언과 발견, 진화 이론의 성립, 멘델의 유전법칙 발표와 유전학의 수립 등 다양한 분야가 새롭게 학문으로 수립되었다. 제임스 클러크 맥스웰은 당시 서로 다른 힘으로 여겼던 전기와 자기가 같은 종류인 전자기력임을 증명하고 전자기파의 존재를 예언하였다. 그가 제시한 맥스웰 방정식은 후대의 전파 연구에 기반이 되었으며 오늘날 무선 통신과 방송 등 전파의 이용에서도 사용되고 있다.
찰스 다윈은 진화의 요인을 자연선택에 의한 종분화로 보는 진화 이론을 발표하였다. 다윈의 진화 이론은 당대에서부터 기독교 등에 의한 극심한 반발을 받기도 하였으나 오늘날 현대 진화 이론의 핵심 개념으로 자리잡게 되었다.
그레고어 멘델은 완두콩을 이용한 실험에서 멘델의 유전법칙을 발견하여 유전학의 기초를 놓았다. 그의 유전법칙은 발표 당시에는 별다른 주목을 받지 못하였으나 20세기 초 여러 과학자들에 의해 재발견 되면서 고전 유전학의 핵심 원리로 자리잡게 되었다.
- 과학의 그림자

근대 초기 과학자들은 과학의 발전이 인류의 복리 증진에 이바지 할 것이라고 굳게 믿고 있었다. 그러나 그들의 바램과는 달리 과학의 결과물은 무기로 이용되어 더 큰 파괴와 살상을 불러왔다. 다이너마이트를 발명한 알프레드 노벨은 자신의 발명품이 무기로 사용되어 비난받자 자신이 번 자산을 인류의 복리 증진과 평화를 위해 노력한 사람의 업적을 기리는데 사용하고자 결심하였다. 이렇게 하여 만들어진 노벨상은 오늘날까지도 과학과 평화에 기여한 사람들에게 수여되고 있다. 그러나, 노벨 이후에도 원자 폭탄과 같은 더 강력한 무기가 만들어져 더 많은 파괴를 가져왔다.
한편, 근대 과학과 산업 혁명의 결합으로 이루어진 대량 생산과 교통의 발달은 전 세계를 하나의 시장으로 연결시켰다. 이로써 인류는 이전의 그 어느 시기보다고 더 빠르게 더 많은 물자를 거래하게 되었으나 소위 열강이라 불리던 유럽의 강대국들은 이러한 발전을 바탕으로 다른 나라와 민족을 식민지로 삼는 제국주의 정책을 취했다. 제국주의 열강은 근대 과학의 결과물인 물자와 기술로서 세계의 거의 대부분을 억압하였다.

### 현대의 과학
20세기에 들어 과학의 발전은 더욱 가속화되었다. 과학은 아주 세분화되어 보다 전문적인 하위 학문들을 구성하게 되었다.
- 양자역학과 상대성이론

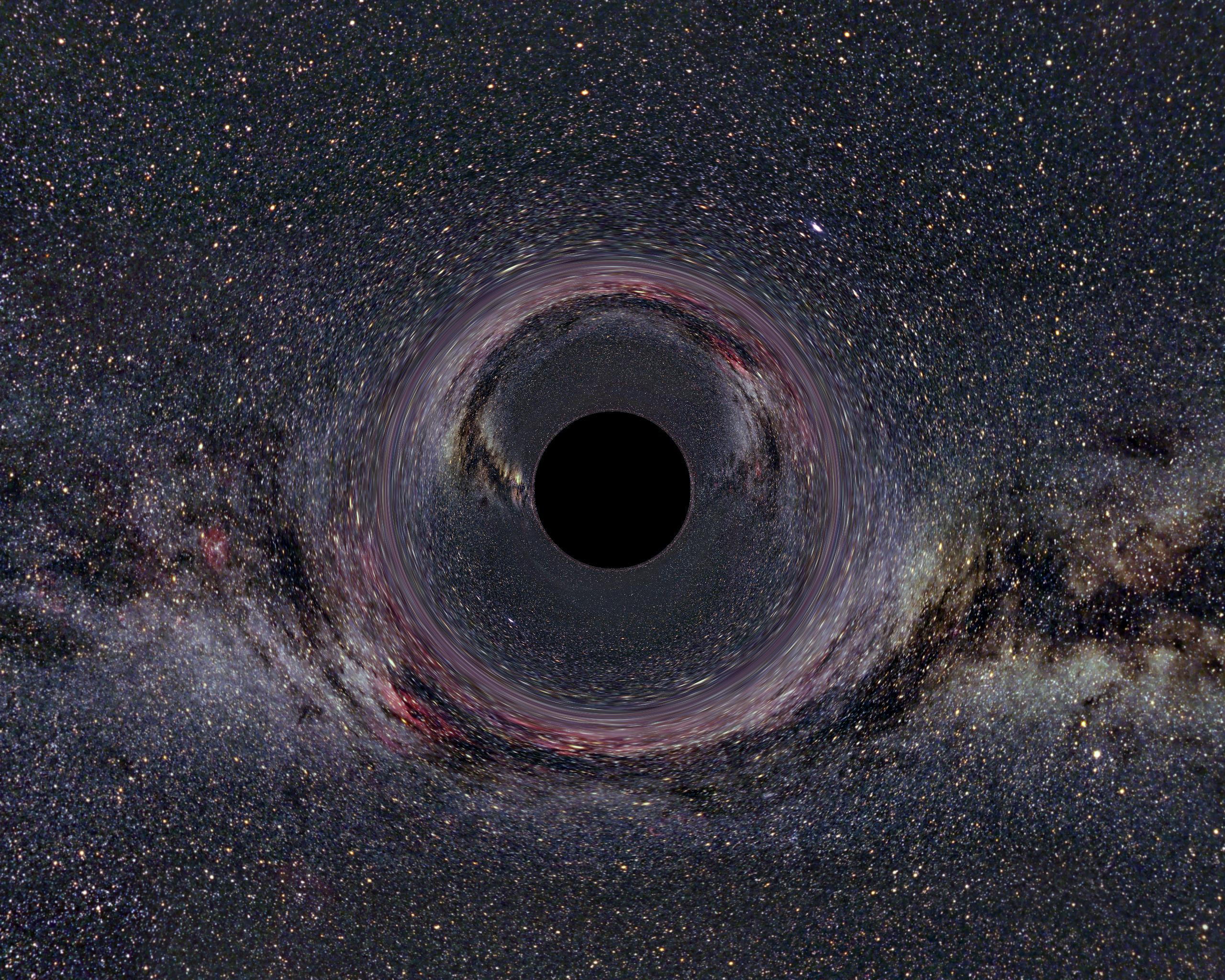
블랙홀에 의한 랜즈 효과

20세기 전반기에 이루어진 물리학의 가장 큰 발전은 양자역학이 성립되고 아인슈타인의 특수상대성이론과 일반상대성이론이 발표되었다는 점을 들 수 있다.
양자역학의 성립은 곧 고전역학이 더 이상 완벽하지 않다는 것을 입증하는 것이었다. 동시에 그동안 고정적으로 인식되고 있었던 우주와 자연 현상이 실상은 확률적으로 일어나는 사건에 의지한다는 양자역학의 핵심 개념은 사람들의 세계관에 큰 영향을 주었다. 슈뢰딩거의 고양이는 유명한 사고실험으로 양자 역학의 확률성을 잘 보여준다.
아인슈타인의 특수상대성이론은 시간, 길이와 같은 물리량이 고전 역학의 관점과는 달리 더 이상 고정적인 상수로서 취급될 수 없다는 것을 증명하였다. 일반상대성이론은 중력장에 의한 공간의 변형을 예언하였으며 이는 훗날 태양의 중력장에 의한 빛의 굴절을 관측함으로써 증명되었다.
입자물리학의 발달은 기본입자의 발견을 가져 왔으며 양자 역학의 성과와 결합하여 표준 모형을 수립하게 되었다. 표준모형에서는 물질 사이에 존재하는 힘을 전자기력, 약력, 강력, 중력으로 정리하였으며, 20세기 후반부터 이들 힘들을 하나로 통합하여 설명하려는 대통일이론에 대한 연구가 진행되고 있다. 20세기 말 스티븐 호킹은 그 동안의 이론물리학 연구성과를 바탕으로 현대 우주론을 종합하였다.
- 분자생물학과 유전학의 발달

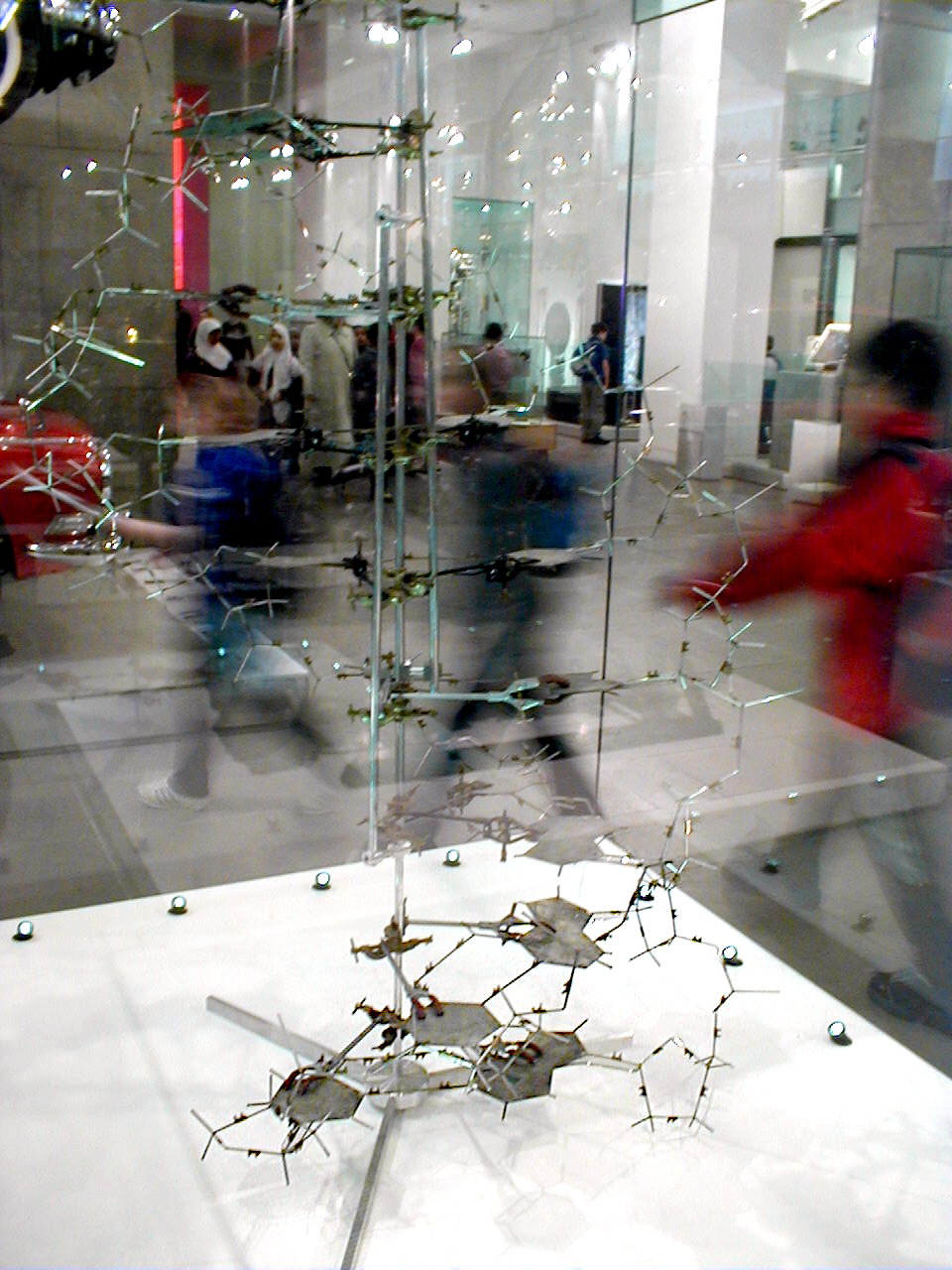
제임스 D. 왓슨과 프랜시스 크릭이 제작한 DNA 모형

1953년 제임스 D. 왓슨과 프랜시스 크릭은 X선 회절로 DNA의 구조를 밝혔다. 이들이 밝힌 DNA의 구조는 두 개의 뉴클레오타이드 사슬이 이중 나선의 형태로 꼬여 있는 모습이었다. DNA의 이러한 구조는 뉴클레오타이드의 서열이 유전과 밀접한 관련이 있다는 것과 DNA의 복제가 유전형질의 전달과 관련이 있다는 것을 암시하는 것이었다. 왓슨과 크릭은 이 공로로 1962년 노벨 생리학·의학상을 수상하였다.
DNA 구조가 알려진 후 분자생물학과 유전학은 급속도로 발전하였다. 유전자 발현의 기제가 알려지고 유전성 질환에서 유전자의 역할이 하나 둘 밝혀지게 되었다. 2003년 인간 게놈 프로젝트가 완료되어 인간의 전체 게놈 지도가 완성되었다. 또한 진화 현상이 직접 관측이 가능해지고, 네안데르탈인의 유전자 지도를 완성했으며, 살아있는 화석들의 유전체 연구를 통해 진화론이 발전하였고, 이는 진화학 혹은 집단 유전학으로 발달했다.
- 새로운 물질의 발견과 핵 에너지의 사용

입자물리학의 발전은 19세기 이후 연구되던 여러 방사능 물질들의 핵분열과 핵융합의 조작을 가능하게 되었다. 이를 통해 과학자들은 플루토늄과 같이 자연적으로 존재하지 않는 물질을 합성하였다. 핵물리학의 지식은 핵발전소와 같이 평화적인 분야에 이용되기도 하나 핵폭탄과 같이 재래식 무기를 초월하는 파괴력을 가진 무기가 되기도 한다.
- 우주 탐사

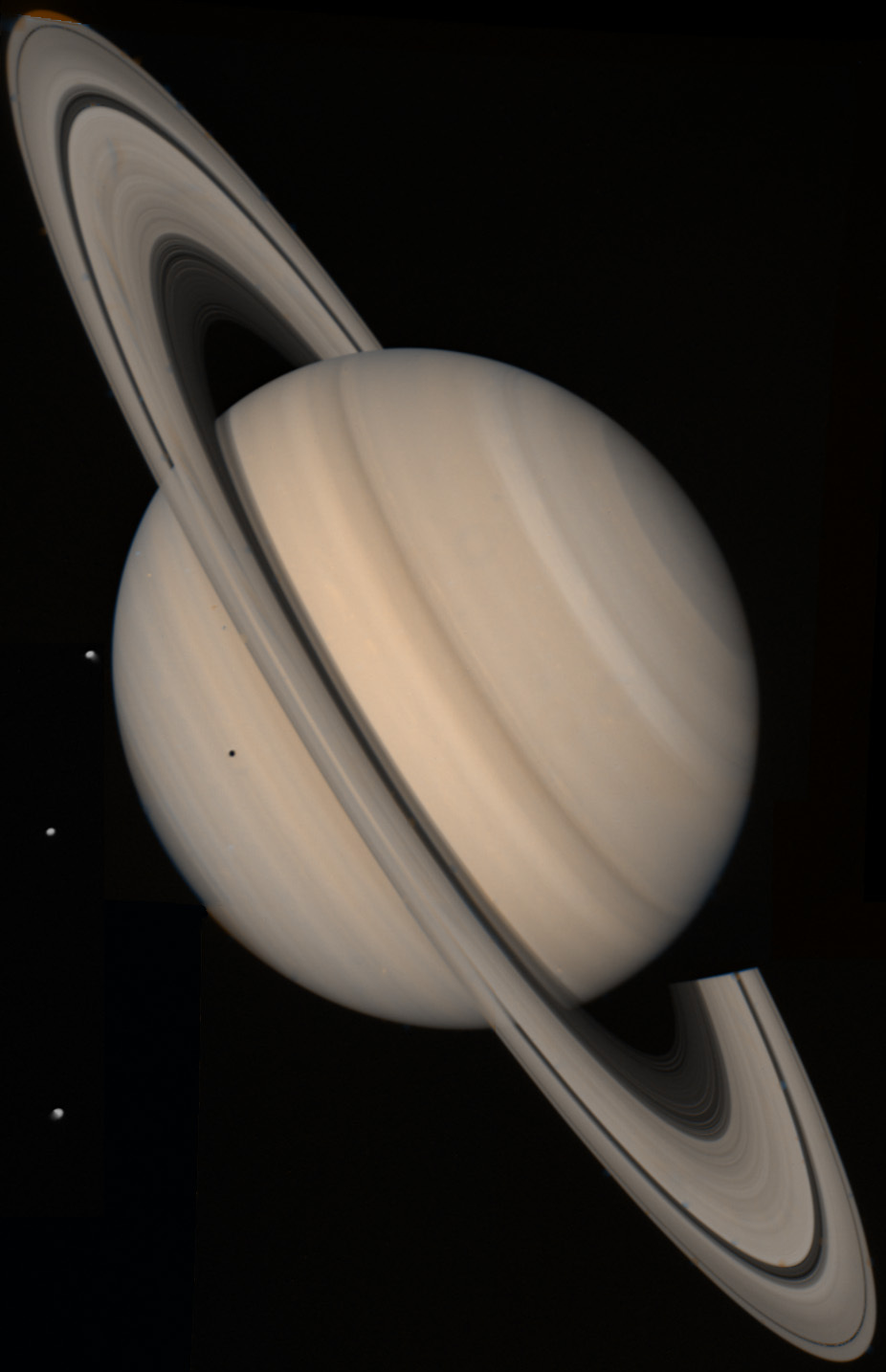
보이저 2호가 찍은 토성

20세기 이후 현대는 무엇보다도 우주 탐사의 시대이기도 하였다. 인류는 달을 탐험하였고 태양계 외부로 보이저 2호와 같은 탐사선을 보냈으며 허블 우주 망원경을 지구 궤도에 띄워 외계를 관찰하고 있다.

## 분야

### 물리학
물리학은 물체사이의 상호작용과 물체의 운동 물질의 구성과 성질과 변화 에너지의 변화 등을 연구하여 자연을 이해하는 학문이다. 화학 생물학등과 더불어 자연과학을 이루며, 자연과학 중에서 제일 기본적이고 가장 먼저 체계화 된 학문이다. 물질에 대하여 연구하는 자연과학의 한 분야로서, 힘이나 에너지와 같은 개념을 포함한 시공간에서 물질의 운동을 연구하며, 더 나아가 우주의 존재 방식을 탐구하는 학문이다. 물리학이 연구하는 대상은 아원자 입자에서부터 은하계에 이르기까지 광범위하다. 물리학이 다루는 물질에 대한 연구는 다른 모든 지식과 관련되어 있다. 이때문에 물리학은 흔히 "기초 과학"이라고 불린다. 현대의 물리학은 입자물리학, 핵물리학, 열역학, 양자역학과 같은 여러 하위 학문으로 세분화되어 있다.

### 생물학
생물학은 생물의 구조와 기능을 과학적으로 연구하는 학문. 생물의 종류에 따라 동물학, 식물학, 미생물학으로 나누며 대상현상이나 연구방법에 따라 분류학, 형태학, 해부학, 발생학, 생리학, 생화학, 세포학, 유전학, 생태학, 생물지리학, 진화학 따위로 나뉜다. 현대 생물학은 카를 프리드리히 부르다흐, 고트프리드 라인홀트 트레비라누스, 장바티스트 라마르크와 같은 학자들에 의해 독립적인 학문으로서 자리잡았다.
생물학은 많은 하위 학문을 포괄하는 광대한 주제를 다루는 학문이다. 이 가운데 현대 생물학의 주요한 핵심 연구 분야는 세포 이론, 진화, 유전자, 에너지, 항상성 등을 들 수 있다. 생물학의 하위분야는 연구의 방법과 목적에 따라 나뉠 수 있는데, 예를 들어 생물에서 일어나는 화학적 현상을 연구하는 생화학, 분자 수준에서 일어나는 생명 현상을 탐구하는 분자생물학, 생명의 진화 과정과 다양성 증가를 연구하는 진화생물학, 세포에서 일어나는 생명 현상을 다루는 세포생물학, 기관이나 조직을 연구대상으로 삼는 생리학, 환경에서 다양한 생물 개체들이 맺는 관계를 탐구하는 생태학 등이 있다.
생물학에서는 생물의 특성과 분류에 따른 학명을 명명하는데 동물은 동물 학명 국제 코드에 따르며, 식물과 균류는 각각 식물 학명 국제 코드와 균류 학명 국제 코드를 따른다. 이외에 바이러스, 바이로이드, 프리온과 같은 바이러스성 유기체는 바이러스 분류 및 명명 국제 코드를 따르고 있다. 한편, 여전히 분류되지 않은 바이러스 종들이 존재한다.

### 화학
화학은 물질의 성질, 조성, 구조, 변화 및 그에 수반하는 에너지의 변화를 연구하는 자연과학의 한 분야이다. 물리학 역시도 물질을 다루는 학문이지만, 물리학이 원소와 화합물을 모두 포함한 물체의 운동과 에너지, 열적·전기적·광학적·기계적 속성을 다루고 이러한 현상으로부터 통일된 이론을 구축하려는 것과는 달리 화학에서는 물질 자체를 연구 대상으로 한다. 화학은 이미 존재하는 물질을 이용하여 특정한 목적에 맞는 새로운 물질을 합성하는 길을 제공하며, 이는 농작물의 증산, 질병의 치료 및 예방, 에너지 효율 증대, 환경오염 감소 등 여러 가지 이점을 제공한다.

### 우주과학
하위분야로 천문학이 포함된다.

### 지구과학
지구과학은 지구를 대상으로 연구하는 학문들을 묶어 부르는 이름이다. 일반적으로 지구과학으로 불리는 학문들은 대기에서 일어나는 현상을 대상으로 하는 기상학, 지구 표면의 물질을 주로 대상으로 하는 지질학, 바다 현상을 대상으로 하는 해양학, 지구의 깊은 속에서 일어나는 현상을 대상으로 하는 지구물리학 등이 있다.

## 메타 과학
자연과학은 오랫동안 자연 현상에 대한 객관적 기술로서 인식되어 왔다. 그러나 토머스 쿤이 제시한 패러다임의 전환 이론에 따르면 자연 과학의 과학적 방법 역시 시대적 상황에 의해 형성되는 지식 체계의 일부이다. 쿤은 과학의 발전은 과거의 지식을 토대로 쌓아 올려지는 것이 아니라 서로 충돌하는 지식 체계의 주도권 싸움의 결과로 보았다. 쿤의 이러한 주장은 과학 지식과 과학적 방법에 대한 성찰로 이어졌으며 과학과 철학에 많은 영향을 주었다. 자연과학의 지식체계와 과학적 방법 자체에 대해 고찰하고 연구하는 학문 분야를 메타 과학이라 한다.

## 같이 보기
- 사회과학
- 공학
- 인문과학